# North Woolwich

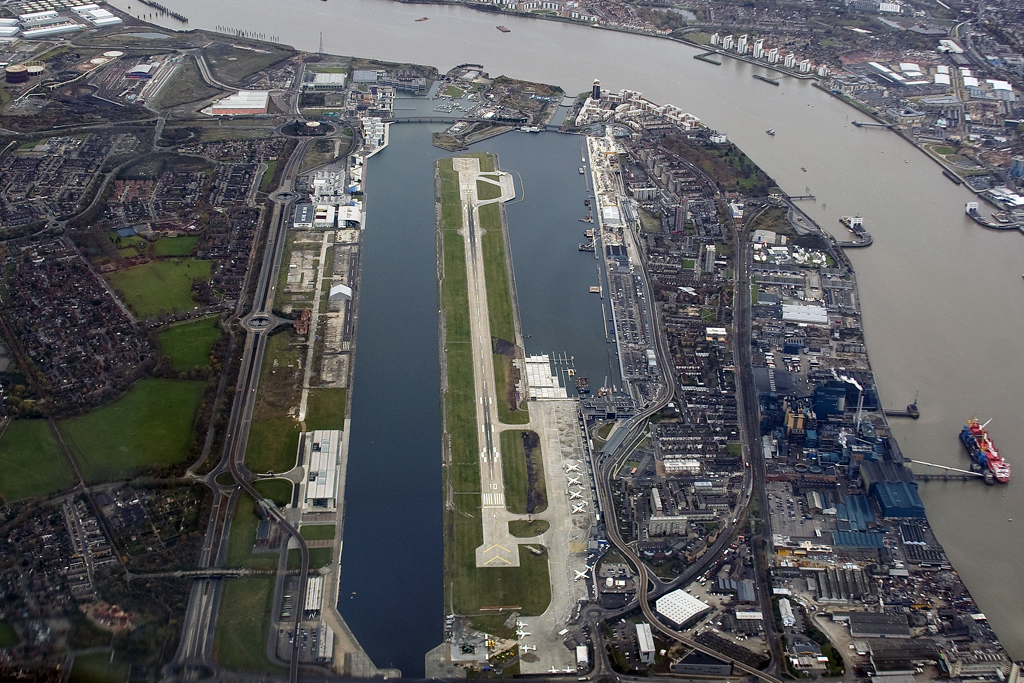
North Woolwich, ingeklemd tussen London City Airport en de Theems

North Woolwich is een wijk in de Londense borough Newham, in het oosten van de regio Groot-Londen.
North Woolwich ligt in de Royal Docks, dat weer onderdeel is van de Docklands, de vroegere haven van Londen. Het ligt direct aan de Theems tegenover Woolwich, waarmee het tot eind 19e eeuw een parish vormde binnen het graafschap Kent. North Woolwich is vanouds met Woolwich verbonden via de Woolwich Ferry, die al in 1308 werd genoemd. In 1912 kwam daar de Woolwich Foot Tunnel bij, die vooral door arbeiders uit Woolwich werd gebruikt, die in de havens nabij North Woolwich werkten, maar ook door inwoners van North Woolwich, die bij Royal Arsenal werkten of in Woolwich hun inkopen deden. De tunnelingang wordt gemarkeerd door een fraai bakstenen entreegebouw.
In North Woolwich ligt het DLR-station King George V. Via de Docklands Light Railway bestaat er een directe verbinding met onder andere Woolwich Arsenal, London City Airport, Stratford en Bank. De luchthaven London City Airport ligt vlak bij North Woolwich.
Langs de Theems ligt het park Royal Victoria Gardens.

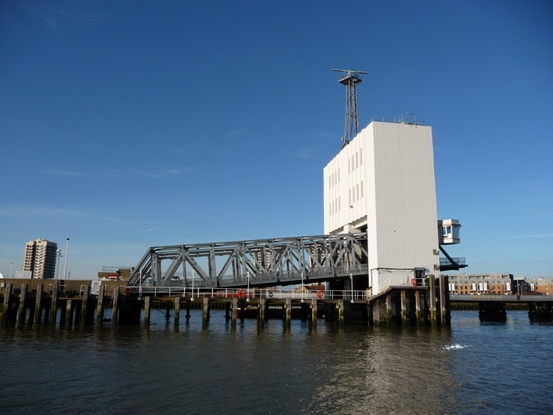
Woolwich Ferry, noordterminal
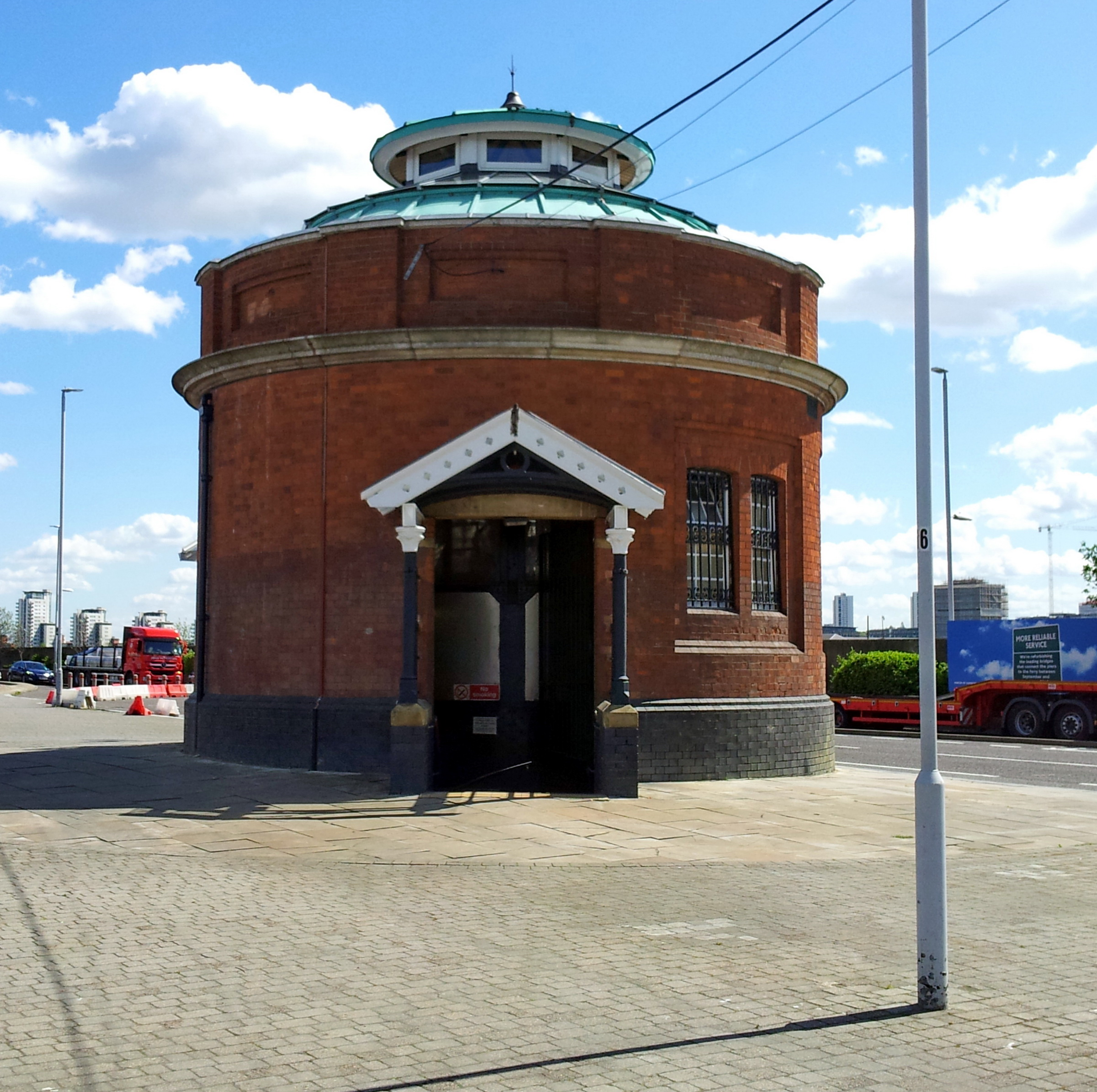
Entreegebouw Woolwich Foot Tunnel
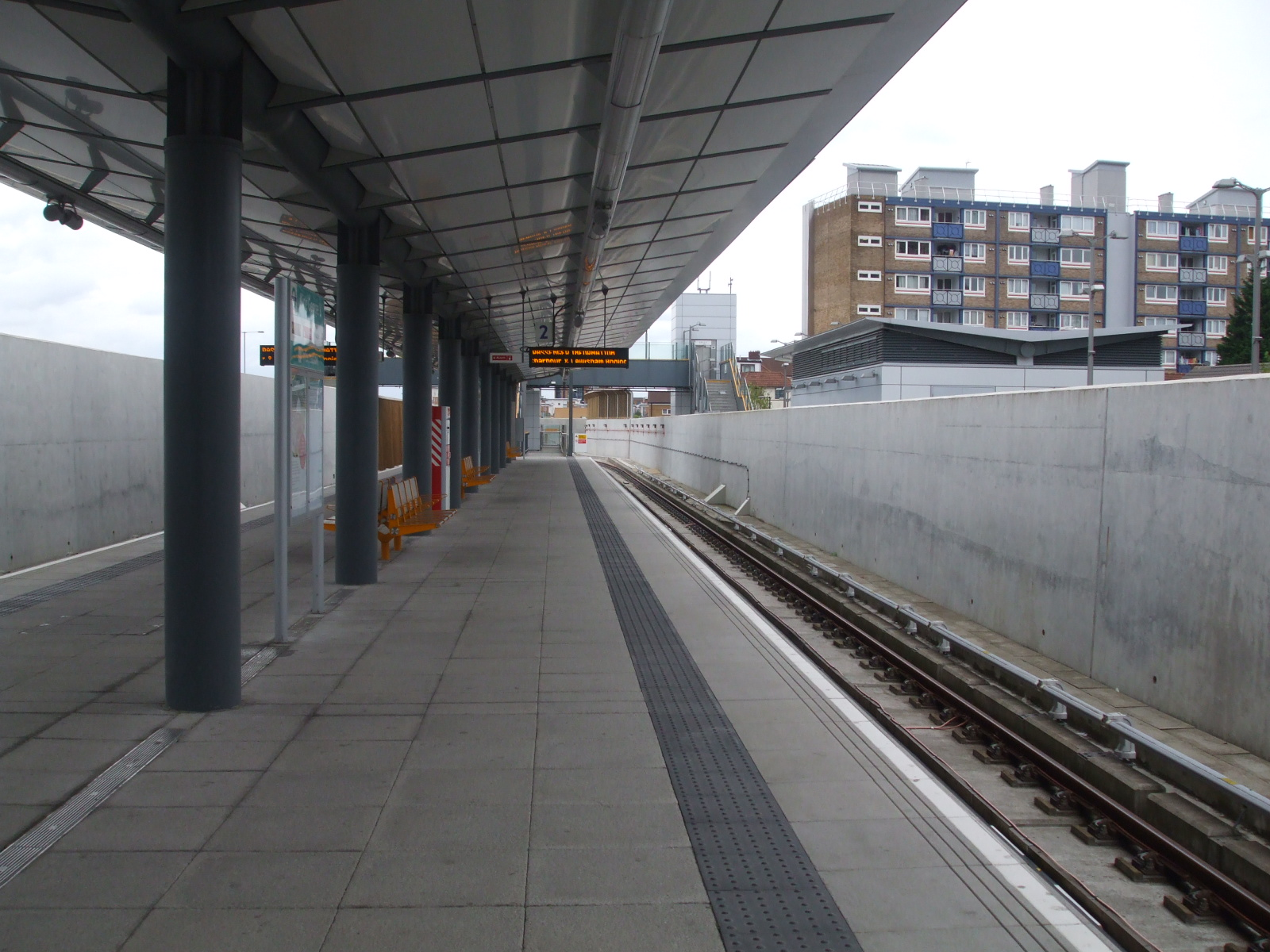
Station King George V
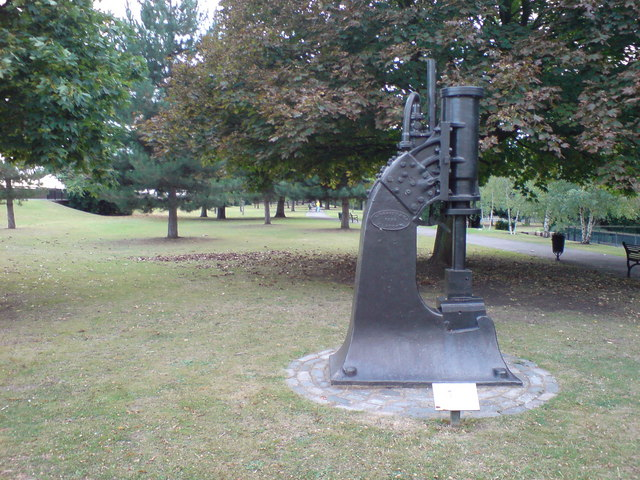
Royal Victoria Gardens